# Bolsas y Mercados Españoles
Bolsas y Mercados Españoles (BME) (BME: BME

) er Spaniens eneste børs-virksomhed. De børsnoterede aktier på BME havde i 2011 en markedsværdi på 1.031 mia. USD. Aktieindekset IBEX 35 består af de 35 væsentligste aktier, der er noteret på Bolsa de Madrid gennem BME. BME har været børsnoteret siden 14. juli 2006 og i IBEX 35 aktieindekset siden juli 2007. 
BMEs produkter omfatter bl.a. Equities, aktier, Corporate Debt, Derivater, Clearing and Settlement, Information Dissemination, konsulentbistand og kurser.
BME består af over 20 datterselskaber, i blandt dem er de mest prominente Bolsa de Madrid, Bolsa de Barcelona, Bolsa de Bilbao, Bolsa de Valencia, AIAF Mercado de Renta Fija, MEFF, IBERCLEAR, MAB, Visual Trader BME Consulting, BME Innova, BME Market Data og Infobolsa. 